# Артист (журнал)
«Арти́ст» — русский иллюстрированный театральный, музыкальный и художественный журнал, одно из ведущих изданий театральной периодики последней трети XIX века в Российской империи. Издавался в Москве с сентября 1889 по февраль 1895 года; печатался в московской типо-литографии Товарищества И. Н. Кушнерёв и Ко. Всего было выпущено 46 номеров.

## Издатель, издание и приложения
Основателем, издателем и редактором журнала был Ф. А. Куманин, известный в Москве театральный критик, издатель, драматург и переводчик. Вместе с Куманиным у истоков журнала стоял С. А. Юрьев — старейший журналист, легендарный основатель «Русской мысли». Куманин и Юрьев совпадали в своих взглядах на театральное искусство: оба выше всего ставили драматургию А. Н. Островского, но с интересом и симпатией относились ко всякому начинанию. До выхода первого номера «Артиста» Юрьев не дожил, но оставил статью, которую можно считать программой издания: «…мы приглашаем участвовать в нашем журнале своими трудами русских писателей, драматургов, артистов сцены, режиссёров, художников и декораторов и вообще всех занимающихся театральным искусством или интересующихся им».
С 1894 года (№ 37) редактором журнала стал фабрикант H. В. Новиков, который спонсировал журнал с первого выпуска. Ответственные редакторы — А. Р. Гиппиус, с 1891 — И. И. Петров; с 1892 года — E. E. Корш. В качестве руководителей отделов в журнале работали И. И. Иванов и С. Н. Кругликов.
«Артист» издавался в 1889—1895 годах в течение театральных сезонов (с сентября по апрель книжками большого формата по 7 номеров в год). В 1891 году у журнала появилось два приложения — «Дневник артиста (журнал)» (1891—1895) и «Театральная библиотека» (1891—1895). С закрытием «Артиста» в 1895 году «Театральная библиотека» поменяла своё название на «Театрал» (в 1896—1898 — вновь «Театральная библиотека»).
Толстый театральный журнал до конца XIX столетия не мог постоянно оставаться ведущим типом издания: его существование не декларировалось правительством, а являлось желанием исключительно заинтересованного круга людей — ревнителей театрального искусства.

## Направления деятельности
Несмотря на то, что «Артист» имел вполне определённый подзаголовок «Театральный, музыкальный и художественный журнал» и основное место в нём уделялось театру, тем не менее в журнале также периодически публиковались рассказы, статьи о музыке и живописи. С 1894 года журнал «Артист» получил подзаголовок — «Журнал изящных искусств и литературы».
В журнале, главным образом, печатались пьесы, афиши, научные и критические статьи, рецензии, отклики на спектакли и музыкальные концерты, исполнительские музыкальные русские и переводные драматические произведения, повести, рассказы, мемуары, монографии (о Гоголе, Островском, Вагнере, Сен-Сансе и др.).
Помещались также иностранные и отечественные театральные обозрения, хроника, библиография,репродукции и рецензии на картины известных художников, стихотворения, романсы и пр. Публиковались также материалы о мастерстве актёра, о творчестве художника сцены и режиссёра, рассматривались детали сценического процесса: музыкальное оформление спектакля, взаимоотношения антрепренёров и артистов, трудности провинциальных театров.
Несомненным достоинством журнала, выделявшем его на фоне остальной периодики, была оригинальная вёрстка (с множеством рисованных виньеток) и замечательное оформление. На вклеенных мелованных страницах журнал печатал репродукции, планы декораций, фотографии из спектаклей и прочее.

## Авторский состав
К сотрудничеству в журнале Ф. А. Куманин привлёк немало имён, пользовавшихся почётной известностью в театральном, музыкальном, литературном и художественном мире России. Уже в первый год издания авторский состав журнала насчитывал около сотни человек, в нём принимали участие профессора — Н. И. Стороженко, А. Н. Веселовский, Н. С. Тихонравов, писатели, драматурги и журналисты — А. П. Чехов, В. Г. Короленко, Н. А. Котляревский, А. И. Сумбатов-Южин, А. Н. Плещеев, П. Д. Боборыкин, К. С. Баранцевич, В. И. Немирович-Данченко, Н. С. Лесков, В. А. Гольцев, И. В. Шпажинский, А. Н. Сиротинин и др., композиторы — П. И. Чайковский, Ц. А. Кюи, Э. Ф. Направник, Н. А. Римский-Корсаков, художники — А. Е. Архипов, С. А. Виноградов, Н. А. Клодт, К. А. Коровин, М. В. Нестеров, Л. О. Пастернак, В. Д. Поленов, И. Е. Репин, К. А. Трутовский и др., артисты — А. П. Ленский, П. М. Садовский и многие другие.
Журнал активно поддерживал «Новую русскую музыкальную школу» («Могучую кучку» и её последователей), а также созданное в 1888 году К. С. Алексеевым (Станиславским), режиссёром А. Ф. Федотовым, художником Ф. Л. Соллогубом, оперным певцом и педагогом Ф. П. Комиссаржевским «Общество искусства и литературы».

## Значение
На страницах «Артиста», как и на страницах других ведущих театральных журналов отразился целый пласт российской культуры — начиная с информации о спектаклях провинциальных и крепостных театров и заканчивая сведениями об актёрах. Среди издававшихся до революции 1917 года в России порядка 300 журналов, альманахов и газет, посвящённых театру, «Артист», благодаря обилию фактического материала, является ценным источником по истории театра, музыки и изобразительного искусства.

## Театральные журналы Российской империи
«Театральная библиотека» (Москва, 1879—1880), «Дневник русского актёра» (Санкт-Петербург, 1886), «Артист» (Москва, 1889—1895), «Дневник артиста» (Москва, 1892—1895), «Театральная библиотека» (Москва, 1891—1898), «Театрал» (Москва, 1895—1898). Особое место занимают издания «Театр и искусство» (Санкт-Петербург, 1897—1918) с приложениями и «Ежегодник императорских театров» (Санкт-Петербург, 1892—1915).